# Quentin Durward (Fernsehserie)
Quentin Durward ist eine 13-teilige Fernsehserie, die auf einem historischen Roman (Quentin Durward. Im Dienste des Königs / Des Königs Schildknappe) von Walter Scott basiert, der 1823 veröffentlicht wurde.

## Synopsis
Der Held, Quentin Durward, ist der letzte Spross einer alten schottischen Adelsfamilie, dessen Angehörige ermordet worden sind. Sein Leben verdankt er der Hilfe eines Mönchs. Er wächst in einem Kloster auf, bis er selbst das Mönchsgelübde ablegen soll. Er flieht nach Frankreich, wo er mitten in die Auseinandersetzungen zwischen Ludwig XI. und seinem Vetter, Karl dem Kühnen, gerät. Quentin kann sich die Bewunderung des Königs verdienen und hat viele Abenteuer zu bestehen, nicht zuletzt, um die schöne Isabelle de Croye zu retten, auf deren Ländereien es der intrigante Karl abgesehen hat.

## Als Fernsehserie
Quentin Durward wurde 1970 unter der Regie von Gilles Grangier als deutsch-französischen Vorabendserie u. a. für das ZDF produziert. Die Erstausstrahlung erfolgte von April bis Juli 1971 und umfasste 13 Teile.
Obwohl sie nicht offiziell zum „Kanon“ der Adventsmehrteiler gehörte, weder im Sendeformat noch Datum, wurde sie nicht nur von den gleichen Firmen produziert, sondern Chef-Autor und Produzent Walter Ulbrich schrieb auch hier am Drehbuch mit. Zudem ist wieder einmal ein Hauptdarsteller mit „falscher“ Stimme zu hören: Amadeus August, der später selbst synchronisierte, wurde hier die Stimme von Ivar Combrinck verliehen.